# Women Talking
Pour plus de détails, voir Fiche technique et Distribution.
Women Talking, ou Ce qu'elles disent au Québec, est un film américain réalisé par Sarah Polley et sorti en 2022. Il s'agit d'une adaptation du roman Ce qu’elles disent de Miriam Toews. Il raconte l'histoire d'un groupe de femmes mennonites devant prendre une décision à la suite d’agressions sexuelles.
Il est présenté au festival du film de Telluride 2022.

## Synopsis
Un groupe de femmes mennonites dans une colonie religieuse isolée se rassemblent pour lutter et concilier leur foi avec une série d'agressions sexuelles systémiques commises par les hommes de la colonie. Le film s'inspire des évènements d'agressions sexuelles dans la communauté mennonite en Bolivie,.
Le seul homme qui tient une place importante dans le film est August, joué par Ben Whishaw. Il est l’instituteur de la communauté religieuse et établit le procès-verbal de la réunion, car ces femmes mennonites ne savent ni lire ni écrire.

## Fiche technique
Sauf indication contraire, les informations mentionnées dans cette section peuvent être confirmées par la base de données cinématographiques IMDb,  présente dans la section « Liens externes ».
- Titre original et français : Women Talking
- Titre au Québec : Ce qu'elles disent
- Réalisation : Sarah Polley
- Scénario : Sarah Polley, d'après le roman Ce Qu’elles disent de Miriam Toews
- Direction artistique : Andrea Kristof
- Décors : Peter Cosco
- Montage : Roslyn Kalloo
- Musique : Hildur Guðnadóttir
- Photographie : Luc Montpellier
- Production : Dede Gardner, Jeremy Kleiner, Frances McDormand et Brad Pitt
  - Production exécutive : Emily Jade Foley et Lyn Lucibello
- Sociétés de production : Metro-Goldwyn-Mayer, Orion Pictures et Plan B Entertainment
- Pays de production :  États-Unis
- Langue originale : anglais
- Format : couleur
- Genre : drame
- Dates de sortie[3] :
  - États-Unis : 2 septembre 2022 (festival de Telluride) ; 23 décembre 2022 (sortie limitée) ; 20 janvier 2023 (sortie nationale)
  - France : 8 mars 2023
- Classification :
  - États-Unis : PG-13 (les enfants de moins de 13 ans doivent être accompagnées d'un parent)
  - France : tous publics avec avertissement lors de sa sortie en salles

## Distribution
- Rooney Mara (VF : Léovanie Raud ; VQ : Kim Jalabert) : Ona Friesen
- Claire Foy (VF : Adeline Moreau ; VQ : Magalie Lépine-Blondeau) : Salome Friesen
- Jessie Buckley (VF : Laëtitia Coryn ; VQ : Julie Beauchemin) : Mariche Loewen
- Frances McDormand (VF : Françoise Vallon) : Scarface Janz
- Ben Whishaw (VF : Yoann Sover ; VQ : Philippe Martin (acteur)) : August Epp
- Judith Ivey (VF : Véronique Augereau ; VQ : Johanne Gareau) : Agata
- Sheila McCarthy (VF : Blanche Ravalec ; VQ : Élise Bertrand) : Greta
- Michelle McLeod (VF : Camille Timmerman ; VQ : Mylène Mackay) : Mejal
- Emily Mitchell : Miep Friesen
- Liv McNeil  (VF : Prune Bozo):Nietje
- Kate Hallett (VF : Lana Ropion ; VQ : Fanny-Maude Roy) : Autje
- August Winter (VF : Juliette Lamboley) : Nettie/Melvin
- Kira Guloien : Anna
- Shayla Brown (VF : Coralie Thuillier): Helena

(VQ):
Directeur de plateau : Hélène Mondoux
Adaptateur : Marie Frankland
Studio : Cinélume

## Production
Le tournage a lieu du 19 juillet au 10 septembre 2021, à Toronto.

## Sortie

### Accueil critique
En France, le site Allociné propose une moyenne de 3,3⁄5, fondée sur 28 critiques de presse.

## Distinctions

### Récompenses
- Oscars 2023 : Meilleur scénario adapté

### Nominations
- Golden Globes 2023 : 
  - Meilleur scénario
  - Meilleure musique de film
- Oscars 2023 : Meilleur film